# En pleno vuelo
En pleno vuelo es el álbum de estudio debut de Marco Antonio Solís como solista. Fue lanzado el 24 de julio de 1996. Luego de 20 años de gran éxito con su banda Los Bukis, Marco Antonio inicia una carrera en solitario con el lanzamiento de este disco. Fue certificado oro por la RIAA en los Estados Unidos. En la novena edición de los Premios Lo Nuestro el disco recibió una nominación a Álbum Pop del Año.

## Lista de canciones
Todas las canciones escritas y compuestas por Marco Antonio Solís.
| N.º | Título                          | Duración |  |
| 1.  | «Para que seas feliz»           | 4:49     |  |
| 2.  | «Muévete»                       | 3:33     |  |
| 3.  | «Así como te conocí»            | 4:19     |  |
| 4.  | «Recuerdos, tristeza y soledad» | 4:26     |  |
| 5.  | «El masoquista»                 | 3:33     |  |
| 6.  | «Que pena me das»               | 4:04     |  |
| 7.  | «Mi último adiós»               | 3:40     |  |
| 8.  | «Pirekua michoacana»            | 4:34     |  |
| 9.  | «O soy, o fui»                  | 3:58     |  |
| 10. | «Desde afuera»                  | 4:13     |  |

## Rendimiento en listas
| Listas (1996)              | Máxima posición |
| -------------------------- | --------------- |
| Billboard Top Latin Albums | 3               |
| Billboard Latin Pop Albums | 3               |